# Doom (film)
Doom – brytyjsko-czesko-niemiecko-amerykański horror z gatunku science fiction z 2005 roku, bazujący na popularnej grze pod tym samym tytułem firmy id Software, producenta takich gier jak: Wolfenstein 3D i Commander Keen.

## Fabuła
Rok 2026, stacja badawcza na Marsie. Naukowcy poprzez błąd w trakcie badań tracą jeden z obiektów doświadczalnych, który uśmierca całą załogę. Na Ziemi zostaje wprowadzony piąty stopień kwarantanny. Grupa, w skład której wchodzi m.in. Reaper (Karl Urban) i Sarge (Dwayne Johnson), musi wyeliminować znajdujące się na stacji niebezpieczeństwo.

## Obsada
- Karl Urban – sierż. sztab. John „Reaper” Grimm
- Dwayne Johnson – Asher „Sarge” Mahonin
- Raz Adoti – sierż. Gregory „Duke” Schofield
- Deobia Oparei – Sierżant Gannon „Destroyer” Roark
- Yao Chin – Katsuhiko Kumanosuke „Mac” Takahashi
- Al Weaver – szer. Mark „The Kid” Dantalian
- Richard Brake – kapral Dean Portman
- Ben Daniels – kapral Eric „Goat” Fantom
- Rosamund Pike – dr Samantha Grimm
- Dexter Fletcher – Marcus „Pinky” Pinzerowski
- Robert Russell – dr Todd Carmack
- Vladislav Dyntera – dr Steve Willits
- Daniel York – porucznik Hunegs
- Sara Houghton – dr Jenna Willits
- Brian Stelle – rycerz piekieł (baron piekieł) / Curtis Stahl
- Doug Jones – dr Carmack Imp
- Ian Hughes – Sanford Crosby